# 1832
Het jaar 1832 is het 32e jaar in de 19e eeuw volgens de christelijke jaartelling.

## Gebeurtenissen
januari
- 1 - Onder koning Willem I wordt het Kadaster officieel ingevoerd.
- 29 - het eerste nummer van de Militaire Spectator verschijnt.

februari
- 12 - De jonge staat Ecuador annexeert de Galapagoseilanden.
- 13 - De advocaat Hendrikus Octavius Feith wordt beëdigd als archivarius van Groningen.

maart
- 17 - Het Centraal Israëlitisch Consistorie van België wordt opgericht.

april
- 24 - In het Henegouwse dorpje Vaulx wordt het eerste Belgische geval van cholera vastgesteld.
- De ontmoetingskerk Nieuwveen wordt in gebruik genomen.

mei
- 7 - Prins Otto van Beieren wordt verkozen tot koning van het moderne koninkrijk Griekenland. Hij is een zoon van de koning Lodewijk I van Beieren.
- 23 - De Schotse arts Thomas Latta schrijft de gezondheidsraad over zijn voornemen om lijders aan cholera intraveneus een zoutoplossing toe te dienen. Daarmee wordt het infuus geboren.
- 25 - In Gent wordt cholera vastgesteld.

juni
- 5 - 6 - opstanden in Parijs, antimonarchistisch, barricades in smalle straten van Parijs (ook beschreven in het boek Les Misérables van Victor Hugo).
- 26 - Cholera bereikt New York. In de maand juli vallen honderd doden per dag en pas in december is de pandemie uitgeraasd.
- Het Britse Lagerhuis neemt de Reform Act aan, waarin het kiesstelsel wordt gemoderniseerd en uitgebreid. Kiesdistricten op het dunbevolkte platteland worden opgeheven, terwijl de dichtbevolkte industriesteden in het noorden een eigen parlementszetel krijgen. Een voorstel van de liberaal Henry Hunt voor vrouwenkiesrecht wordt afgedaan als een grap.

juli
- 1 - In Scheveningen wordt het eerste Nederlandse geval van cholera vastgesteld. De ziekte is vermoedelijk het land binnengebracht door vissers die, in strijd met de door de overheid uitgevaardigde regels, hun vis hebben verkocht in Engeland, waar de ziekte al sinds oktober 1831 heerst.
- 4 - De Duitse prins Maximilian zu Wied-Neuwied arriveert per zeilboot in Boston (Massachusetts) voor een tweejarige expeditie naar de New frontier om het leven van de indianen te bestuderen.
- 21 - Bij het Verdrag van Constantinopel erkent het Osmaanse Rijk de onafhankelijkheid van Griekenland.
- juli - Een storm bij de Shetlandeilanden laat zeventien vissersboten zinken en 105 vissers verdrinken, wat de export van kabeljauw door de Shetlanders een zware klap geeft.

augustus
- 1 - De epidemie van cholera in de Nederlandse steden maakt in Nijmegen een eerste slachtoffer.
- 9 - Leopold I, sinds een jaar koning der Belgen, huwt met Louise van Orleans, dochter van de Franse koning.
- 15 - In Rome verschijnt de encycliek Mirari Vos. Paus Gregorius XVI hekelt de religieuze onverschilligheid (indifferentisme) en het relativisme. Volgens de encycliek is de opvatting dat iedereen verlost kan worden, ongeacht welke godsdienst men aanhangt mits men maar in overeenstemming met de moraal leeft, een dwaling. De encycliek veroordeelt ook de "absurde en onjuiste veronderstelling dat vrijheid van geweten overal voor iedereen gehandhaafd moet zijn". In het document wordt verder nog de scheiding van kerk en staat  en het regelen van de verhouding tussen staten en de  Heilige Stoel door concordaten  afgewezen.

september
- 3 - Kodjo, Mentor, Present en andere gevluchte Surinaamse slaven stichten brand in Paramaribo om eten te kunnen stelen. Door de straffe wind gaat een groot deel van de houten bebouwing in de stad in vlammen op.
- 17 - De Belgische regering-De Mûelenaere dient haar ontslag in.

oktober
- 1 - In Nederland wordt de verponding opgevolgd door de invoering van de grondbelasting, die op het kadaster is gebaseerd.
- 22 - Frankrijk en het Verenigd Koninkrijk eisen in een ultimatum aan koning Willem I dat Nederland zich vóór 1 november terugtrekt uit de Citadel van Antwerpen en de bijbehorende Scheldeforten.
- 31 - Op een Adventsbijeenkomst wordt de advocaat John Bate Cardale in een profetie bij monde van Henry Drummond aangeduid als apostel  en als zodanig in de gemeente van Edward Irving erkend.

november
- 14 - De stad New York heeft een primeur: Voor het eerst rijdt een paardentram over de openbare weg. De rails van deze New York and Harlem Railroad steken 15 cm boven

het wegdek uit, wat nogal een obstakel is voor het overige verkeer. De tram kan dertig personen vervoeren.
- 15 - Begin van het Beleg van Antwerpen.

december
- 9 - De zwaargewonde Franse geniesoldaat Ausseil wordt de eerste ridder in de Leopoldsorde.

zonder datum
- William Sturgeon, een Brits natuurkundige ontwikkelt de eerste elektrische motor met commutator.

## Muziek
- 14 mei -Première van de Fingal's Cave Ouverture van Félix Mendelssohn.

## Bouwkunst

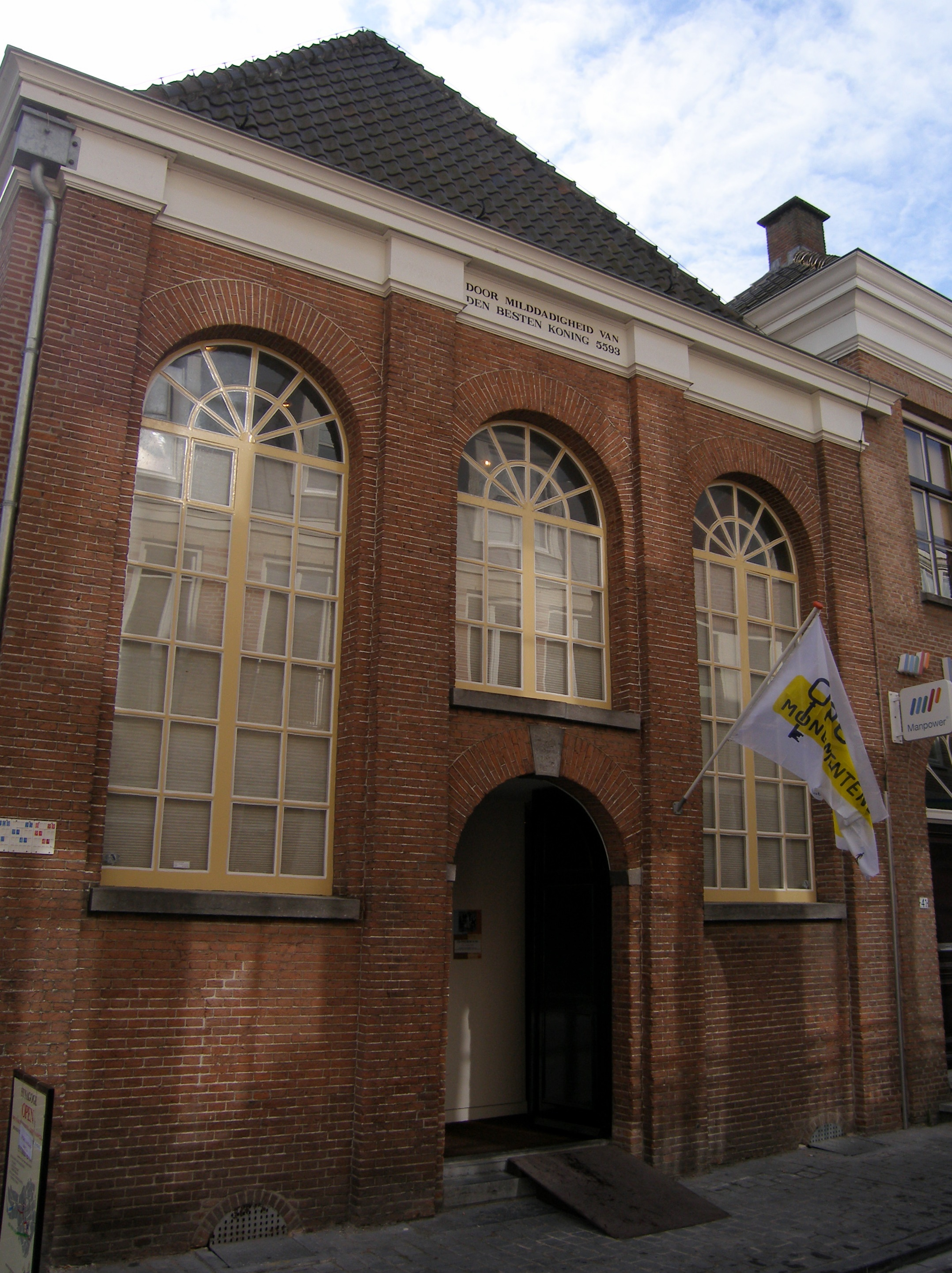
Synagoge (Bergen op Zoom) (1832)

## Geboren
januari
- 23 - Édouard Manet, Frans schilder (overleden 1883)
- 27 - Lewis Carroll, Engels schrijver (overleden 1898)
- 27 - Arthur Hughes, Engels kunstschilder en illustrator (overleden 1915)

maart
- 22 - Joannes Romme, Nederlands missionaris (overleden 1889)

april
- 13 - James Wimshurst, Brits uitvinder, technicus en scheepsbouwmeester (overleden 1903)
- 14 - Theodorus Marinus Roest, Nederlands numismaat en conservator van het Teylers Museum (overleden 1898)
- 19 - Lucretia Garfield, Amerikaans first lady (overleden 1918)

mei
- 5 - Hubert Howe Bancroft, Amerikaans historicus (overleden 1918)

juni
- 8 - Charles Tilston Bright, Brits elektrotechnicus (overleden 1888)
- 14 - Nicolaus Otto, Duits uitvinder (overleden 1891)
- 29 - Rafqa (ook: Boutrossieh Ar-Rayes), Libanees maronitische heilige (overleden 1914)

juli
- 7 - Eduard Mulder, Nederlands scheikundige (overleden 1924)

augustus
- 3 - Ivan Zajc, Kroatisch componist, muziekpedagoog en dirigent (overleden 1914)
- 7 - Max Lange, Duits schaker (overleden 1899)
- 16 - Wilhelm Wundt, Duits psycholoog, psychiater, fysioloog en filosoof (overleden 1920)

september
- 9 - Jacobus Van Rompuy, Belgisch politicus (overleden 1911)
- 21 - Louis Paul Cailletet, Frans natuurkundige en uitvinder (overleden 1913)

oktober
- 2 - Edward Burnett Tylor, Engels antropoloog (overleden 1917)

november
- 7 - Andrew Dickson White, Amerikaans diplomaat (overleden 1918)

december
- 8 - Bjørnstjerne Bjørnson, Noors schrijver, journalist en politicus (overleden 1910)
- 15 - Gustave Eiffel, Frans ingenieur (overleden 1923)

## Overleden
februari
- 3 - George Crabbe (77), Engels dichter

maart
- 4 - Jean-François Champollion (41), Frans taalkundige
- 10 - Muzio Clementi (80), Italiaans componist en dirigent
- 15 - Otto Wilhelm Masing (68), Estisch predikant en taalkundige
- 22- Johann von Goethe (82), Duits schrijver, wetenschapper en filosoof

april
- 18 - Jeanne-Élisabeth Chaudet (65), Frans kunstschilder

mei
- 13 – Georges Cuvier (62), Frans geoloog, patholoog-anatoom, zoöloog en paleontoloog
- 31 - Évariste Galois (20), Frans wiskundige

juni
- 1 - Jean Maximilien Lamarque (61), Frans generaal en politicus
- 6 - Jeremy Bentham (84), Engels jurist, filosoof en sociaal hervormer

juli
- 18 - Claude de Jouffroy d'Abbans (80), Frans ingenieur
- 22 - Napoleon II (21), Frans troonpretendent

augustus
- 24 - Sadi Carnot (36), Frans wiskundige

september
- 21 - Walter Scott (51), Schots schrijver

november
- 8 - Marie-Jeanne de Lalande (64), Frans astronome en wiskundige
- 14 - Rasmus Rask (44), Deens filoloog
- 15 - Jean-Baptiste Say (65), Frans econoom